# Pietro d'Anzola
Pietro di Giovanni d'Anzola, in latino Petrus de Unzola (Anzola, 1258 – Bologna, maggio 1312), è stato un notaio e giurista italiano e maestro di ars notariae nello Studio di Bologna.

## Biografia

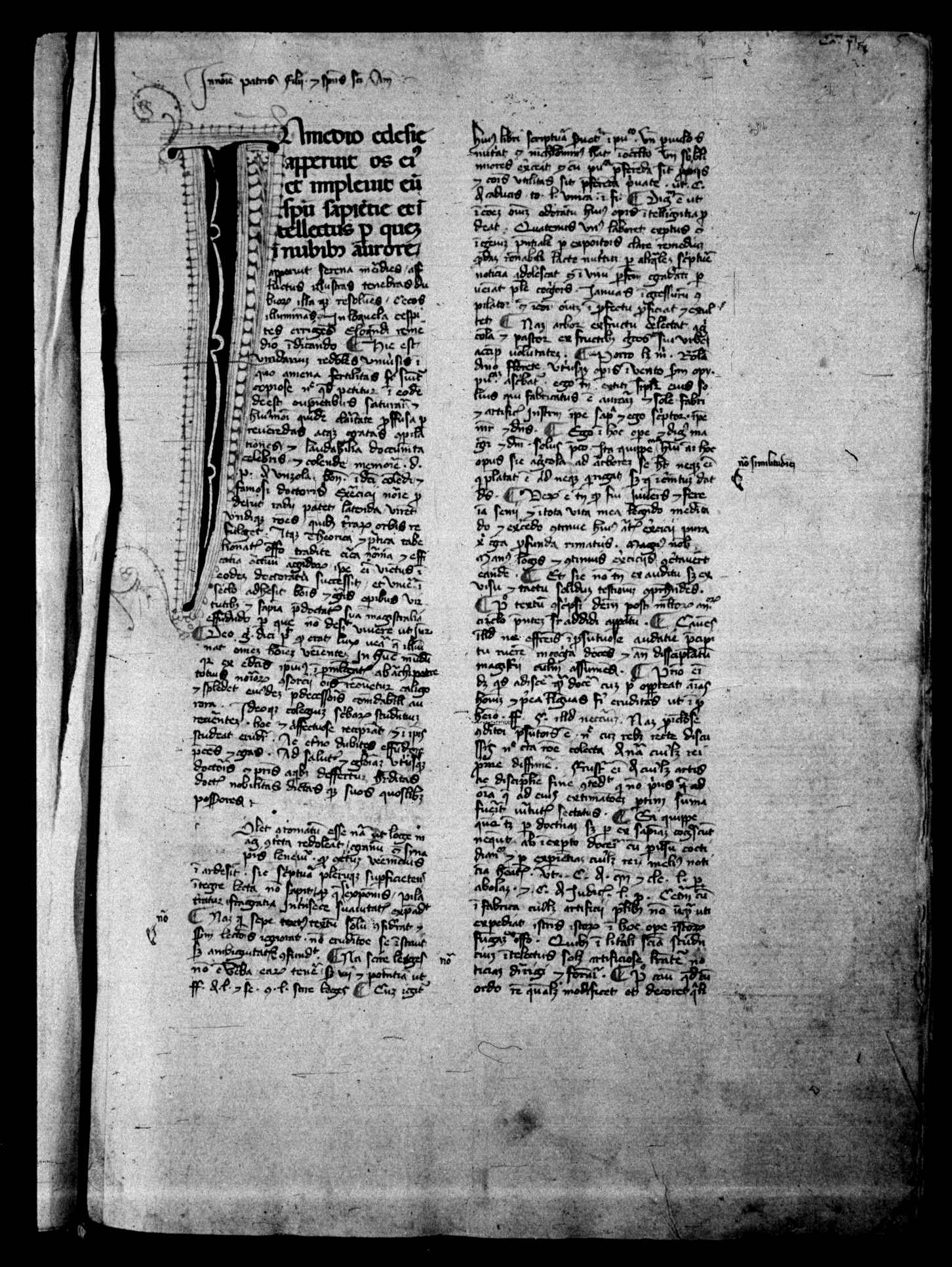
Meridiana, manoscritto, XIV secolo. Alba Julia, Biblioteca Batthyaneum, Manuscrise, 8.

Nato intorno al 1258, Pietro fu allievo di Francesco d'Accursio. Esercitò il notariato a Bologna dal 1275.
Si dedicò interamente all'insegnamento dell’ars notariae, alla quale Rolandino de' Passaggeri, con la sua Summa artis notariae, forniva in quegli stessi tempi il più raffinato ed efficace strumento per l'apprendimento e l'esercizio dell'attività notarile. 
Pietro, al pari degli altri maestri di ars notariae, come il collega Pietro Boattieri, aveva articolato l'insegnamento sulla base dell'opera di Rolandino, ma aveva anche redatto per i suoi allievi un approfondito commento delle singole parti dell'opera di Rolandino: un apparato al Tractatus notularum, glosse al Flos Testamentorum e l’Aurora Novissima a integrazione dell’Aurora di Rolandino.
Morì a Bologna, nel maggio 1312, nelle case degli eredi di Accursio.
I commenti di Pietro d'Anzola all'opera di Rolandino, frutto della sua minuziosa conoscenza e sicura padronanza della letteratura giuridica civilistica del XIII secolo, furono accolti e utilizzati quale completamento funzionale della Summa; accostati ai testi di Rolandino nei manoscritti e quindi, dai primi del Cinquecento, a essi uniti nelle edizioni a stampa, i commenti di Pietro furono lo strumento essenziale che consentì alla Summa di Rolandino di essere, in Europa e a tutto il XVIII secolo, opera di riferimento generale per la teoria e la pratica notarile.

## Opere
- (LA) Aurora novissima, Vicenza, Enrico Ca' Zeno, 1485.
- (LA) Apparatus notularum, Vicenza, Enrico Ca' Zeno, 1490.

### Manoscritti
- Meridiana, XIV secolo, Alba Julia, Biblioteca Batthyaneum, Manuscrise, 8,  f. 5-.
  -  Meridiana, XV secolo, Arezzo, Biblioteca Città di Arezzo, Fondo manoscritti, ms. 435.
- Opus iudiciorum, XIV secolo, Paris, Bibliothèque Nationale de France, Fonds latin, Lat. 4594.